# 祝姬
《祝姬》是日本DMM GAMES公司於2016年1月29日發售的戀愛冒險類型成人遊戲，同名漫畫在遊戲發售之前的2015年10月號《月刊BIG GANGAN》展開連載。2017年9月7日由日本一軟件推出PlayStation 4和PlayStation Vita版《祝姬-祀-》。遊戲早期在DMM發行標記為全年齡，而移植版被電腦娛樂分級機構對評級為「只適合18歲以上成年人」。2020年10月24日作品由Shiravune在Steam、Johren和DMM GAMES發行國際版。遊戲講述高中生煤拂凉轉學到縣立須須田高中後發生的故事，煤拂凉隨著命運的指引去破除在須須田歷經千年來的詛咒和執念，解救受詛咒困擾的一眾少女。遊戲在《Fami通》評分中獲得31分，進入銀殿堂。

## 遊戲系統
《祝姬》採取戀愛冒險的遊玩方式，玩家所扮演的是本作的男主角煤拂凉，大部分的劇情玩家會以煤拂凉的視角進行遊戲，部分劇情玩家會以其他角色的視角進行遊戲，玩家能看到所處視角角色的内心獨白。遊戲中全部角色皆有語音，只有在玩家處於男主角煤拂凉視角時煤拂凉沒有語言，在其他角色視角時角色有語言。玩家遊玩時需要閱覽屏幕上所顯示的文本以了解故事情節和人物之間的對話。這些文字會與人物的立繪和背景一同出现，用以表示對話的對象。在部分場景中會遇見代替背景和人物立繪的電腦圖像。根據對話的内容做出不同動作或表情，如臉紅，驚愕，皺眉等。
遊戲整個故事進程中沒有選項，在遊戲前四章「咒姬篇」（黑神十重）、「幻姬篇」（美浓部鼎）、「歌姬篇」（布川莉里杏）和「痕姬篇」（春宫椿子），玩家會進入四個女主角的靈障崩潰視角，得知女主角的精神世界。之後玩家會進入「鹿神姬篇」，回顧千年前發生的故事。至此，玩家可以自由選擇進入美浓部鼎、布川莉里杏和春宫椿子三人的個人路線中，在完成三人個人路線後，玩家才能進入黑神十重的個人線路「祝姬篇」，最後進入遊戲的結局。「結姬篇」在PSV和PS4版中為新增内容，補充說明了雏形真由的故事和遊戲中的世界觀和設定，劇情時間上屬於結局篇前的故事。在國際版為追加下載内容。

## 故事簡介
在神國時代，八岐大蛇死後帶著怨恨化為詛咒的黑炭，借著神明對人民的憤怒存續，很多神明在不自知的情況下被憤怒裹挾給和之國的人民帶來災難。平安時代，須須田一個貧窮的村落和當地的鹿神立下盟約，敬畏和尊重鹿神及其一族，人與神劃界而居。在一次天災下，須須田村民生活困苦，於是向路過的梓巫女祈求幫助。梓巫女使用降神術請來了鹿神，鹿神無法控制風雨，為了報答一直嚴守盟約的人類，聯同族中六人捨身救人，讓村民割其肉解飢，用其皮毛和鹿角予人賣錢。村民得金頗豐，貪念萌生，闖入鹿神一族居住的地區，將鹿群盡戮。新接任的鹿神，大駡村民為「人鬼」，死前詛咒村民，怨念化為黑炭覆蓋全村。受到黑炭影響，村民身體日差，耕地作物枯萎，野外猛獸鬼怪日多。村民再度向梓巫女求救，梓巫女給予一邪術，可讓一人積聚黑炭，承受所有詛咒。此人會靈障儘毀，日夜被惡魔纏繞，而且必定早夭，必須儘快生育，將詛咒轉到下一代。村民以怨報德，將邪術施展到梓巫女身上。就這樣過了一千年。村民建「詛元神社」祭祀邪術用到的梵鍾，并且看管歷代人柱。人柱在某一代無法承受纍積的黑炭，用了五子邪術生出五個嬰兒，將黑炭一分為五。在一千年之後，五子聚首同一個學校。是為美濃部鼎、布川莉里杏、春宮椿子、黑神十重、雛形真由五人。
在梓巫女遇難時還有一個村民「睦」心存善念，反對村民將將邪術施展到梓巫女身上。只是以寡敵眾，睦目睹梓巫女關入梵鍾，奮力一擊梵鍾導致雙拳碎裂，被逐出村落。為了解開邪術，睦雲遊天下，精誠所至，原鹿神願意給予他幫助，不過要他以拳侍奉神明千年。睦答應了，他的後代煤拂涼也在命運的指引下回到須須田，和五子入讀同一學校。而煤拂涼利用神明賜予他的力量一一拯救五人，并且付出了使用神明力量的代價。

## 登場角色
煤拂凉（聲：古川慎）
本作男主角，縣立須須田高中的高二轉校生。「煤拂流神前武術」的新一代傳人，為人謙遜有禮，受女生歡迎。
黑神十重（聲：赤崎千夏）
須須田町的祝元神社的獨生女與煤拂凉同班，由於邪術的關係，經常遭遇靈障，精神狀態很差，校內同學們對其敬而遠之。
春宫椿子（聲：本多真梨子）
煤拂凉的遠房親戚和青梅竹馬，與煤拂凉同班。幼年時是性犯罪的受害者，對男性極度不信任，但是出於自我保護機制，那段記憶已經忘記。中學時是暴走族血魔魅麗天女的首領，高中時一改過去風格，塑造淑女形象。
美浓部鼎（聲：大坪由佳）
縣立須須田高中社會地域奉仕貢獻社的社長，煤拂凉的學姊。父母離異，自小跟著母親生活。母親經常換另一半，家庭環境很差，長大後計劃著逃離這個家庭，暗地裡存錢。
布川莉里杏（聲：布萊德庫特·莎拉·惠美）
縣立須須田高中學生，煤拂凉的學妹。是現役偶像組合「花樣高中」的成員，藝名為「來栖莉里杏」。過去是童星。
雏形真由（聲：田中涼子）
縣立須須田高中的保健室老師，社會地域奉仕貢獻社的顧問老師。
热田夏也（聲：泰勇气）
煤拂凉的同班同學，是其好友。
睦（聲：古川慎）
煤拂凉的前世，本篇時間一千年前須須田町地區的村莊村民。在一次打獵期間遇到梓巫女鈴女，兩人之後互生情愫。在得知村民以德報怨將鈴女作為邪術的祭品時，睦带着鈴女逃離村莊，可惜鈴女還是被拘捕了。睦之後打算中斷邪術儀式，無奈肉體凡胎落得雙拳碎裂。為了中斷邪術，睦雲遊四海，精誠所至原鹿神願意給予他幫助，不過要他以拳侍奉神明千年。睦答應了並傳承拳術「煤拂流神前武術」給後人。
鈴女（聲：赤崎千夏）
黑神十重的前世，本篇時間一千年前的梓巫女，和老巫女路過千年前須須田町地區時遇到事故，在睦的村莊停留。村莊當時面臨旱災，村民拜託鈴女請求當地神明鹿神比古命幫助。村民得到神明的恩惠後，心生貪念將鹿神一族屠盡，引來神罰。老巫女給予了解決神罰的邪術，村民以德報怨將鈴女作為邪術的祭品，讓鈴女承受所有的神罰，並且其後代也會承受這些神罰。

## 音樂
2015年8月Shihori開始創作《祝姬》的音樂，8月18日前往北海道和當時還是中學生的吉田凛音進行《祝姬》主題曲的創作。Shihori的創作是基於龍騎士07給與的很多概念和關鍵字，為了迎合遊戲的整體風格，歌曲、歌詞和曲風有著鮮明的日本風格。在2015年東京電玩展的遊戲簡介會上吉田凛音和Shihori首次披露片尾曲的資訊，並公開演唱了主題曲和片尾曲 。10月Shihori開始《祝姬》插曲錄製工作。和主題曲同名的單曲在2016年1月29日遊戲發售日同日由5project發行，收錄吉田凛音演唱的主題曲和片尾曲。
2017年發售的《祝姬-祀-》主題曲改為由椎名建矢創作，聲演黑神十重的赤崎千夏演唱的《祝謌》，並在5月19日公佈遊戲的開場影片。《祝姬-祀-》的片尾曲也替換為椎名建矢創作，赤崎千夏演唱的。

## 開發
負責劇本的龍騎士07，從構思故事到遊戲發行用了三年的時間。遊戲的角色設計由和遥樹奈負責，而mocha負責遊戲的背景。mocha在過去一直有製作恐怖遊戲的想法，他十分高興能參與這個專案，而且能和在學生時代就給與他衝擊的龍騎士07合作創作。遊戲原本根據的劇情取名《詛姬》，後來製作組感覺名字不太吉利，所以更名為《祝姬》。一開始龍騎士07想大結局中讓女主角黑神十重死去，不過這個想法在遭到數次否決後作罷。龍騎士07為了在作品中營造日式恐怖的氣氛，有去參考《零》和《學校發生過的恐怖故事》的演出和世界觀，同時他認為恐懼的源泉就是生活上發生的恐懼，遊戲中部分劇情就有參考自己過去上班族時的經歷。在2015年東京電玩展的遊戲簡介會上，負責的美術的和遥樹奈和mocha表示為了創作，曾特意外出取景。而春宫椿子的聲優本多真梨子表示現實的青梅竹馬並不多，能聲演這類角色感到十分高興。而且由於春宫椿子的角色形象變化很大，聲線的變化也很多，對她負擔也挺大的。遊戲早期限定在DMM發售，並沒有作分級審查，因此龍騎士07在劇本中創作了不少限制級的場景。後來作品移植到PS4和PSV（《祝姬 -祀-》），雖然為了符合電腦娛樂分級機構的審查，對部分兒童不宜的劇情進行了修改，但是送審兩三次還是獲得Z級（「只適合18歲以上成年人」）。在《祝姬 -祀-》中龍騎士07新創作了一些劇情，包括遊戲的真結局和雏形真由的故事「結姬篇」。

## 發行
2015年6月21日在虎之穴舉辦的同人誌銷售活動虎穴祭2015期間，DMM Games首次公佈《祝姬》的信息，遊戲將於2015年秋季發售，登錄平台為PC。活動中亦有展出作品的主題，主要創作團隊的信息和角色的立繪。9月19日，DMM.com在東京電玩展舉行的第三天，在活動中公佈遊戲中角色更多的細節。10月30日，龍騎士07在同人誌銷售活動中宣佈「為了更好的質量」，遊戲的發售日期由原來2015年11月27日變更至2016年1月29日。11月20日DMM的遊戲特設網頁免費公佈了「祝姬 GUIDE BOOK」，描述遊戲中的世界觀。網路電台響 -HiBiKi Radio Station-在12月10日推出特別節目「社仕社 出差版」，節目參與者為龍騎士07和本多真梨子。2016年1月29日如期發售，官方也更新了遊戲的試玩版，特色指南（PDF文件）和壁紙，遊戲實體版和數位版售一致。DMM Games也為作品推出iPhone手機套和角色人偶周邊商品。2018年6月28日，《祝姬》列入DMM推出的月費遊戲任玩計畫DMM GAMES PREMIUM中。
2017年4月7日日本一上線一個神秘的預告網站，網站中只有一段5秒的視頻。Fami通透露這是一款恐怖新作，預告網站會每天更新直到5天後的4月13日。在4月11日已經由媒體披露日本一的新作其實就是《祝姬》的移植版，遊戲計劃移植PSV和PS4平台，遊戲定名為《祝姬-祀-》。4月28日，日本一在YouTube頻道上公佈遊戲的預告片。《祝姬-祀-》原預定7月20日發售，由於遊戲的審查出現問題，發售日期改為9月7日。8月9日，日本一在官網發佈了遊戲的試玩版，該版本可以在PC或者手機上遊玩。8月10日和8月24日两期《電擊PlayStation》在「電擊特報」欄目介紹作品和刊登龍騎士創作的番外故事。2017年9月7日遊戲PSV版和PS4版如期發售，在不同門店購入會獲得不同贈品，如印有女主角群的御守、繪馬、明信片等。
2020年10月，EXNOA在Steam和DMM GAMES免費發佈《祝姬》國際版的體驗版，該版本以《祝姬-祀-》為基礎製作，「結姬篇」部分以追加下載内容方式發佈，作品的海外發行負責是ShiraVN（Shiravune），預計在10月24日發售，在台灣地區遊戲也會在Johren上架。Steam和DMM GAME國際版售價和「結姬篇」同步發售，在11月3日前Steam購入遊戲有九折優惠。同時DMM GAME獨占版本價格也做了調整。

## 評價和銷量
《祝姬》2016年1月29日發售，實體初版全數售罄，官方追加生產，在3月4日開始預售，2016年3月25日展開第二輪發售。
《Fami通》9月14日增刊上對《祝姬-祀-》評分為白銀級，7、8、8、8（31/40），四個評論員均提到遊戲的怪誕懸疑內容。乱舞吉田提到以《暮蟬悲鳴時》聞名的龍騎士07，創作的恐怖冒險作品特點是密集及持久的怪誕懸疑內容。這也是《祝姬》的魅力所在，不過並不是所有人都喜歡這種類型。也認為遊戲的怪誕懸疑內容十分出色，只是沒有他預期中那麼強。作品中的女主角們十分可愛，遊戲給人一種後宮作品的感覺。遊戲的PSV首周銷量為1813份，PS4首周銷量為2425份。

## 衍生作品
漫画由龙骑士07编剧，作画，DMM.com原作、监修，从2015年9月25日于《BIG GANGAN》2015年10月号开始连载。作品第一卷和遊戲《祝姬》同期發售，在2016年1月29日當日Comic虎之穴的秋葉原店C舉行漫畫的簽名會，龍騎士07和皆會登場。2017年8月22日，漫畫全套登錄手機應用程式《Manga UP!》。

## 外部連結
遊戲相關
- 《祝姬》官網 （页面存档备份，存于）（日語）
- 《祝姬-祀-》官網 （页面存档备份，存于）（日語）
- 《祝姬》在視覺小說數據庫的頁面 （英文）

其他
- 漫畫特設官網 （页面存档备份，存于）（日語）
- 祝姬的X（前Twitter） （日語）